# Tropidonophis montanus
Tropidonophis montanus — вид змій родини полозових (Colubridae). Ендемік Індонезії.

## Поширення і екологія
Tropidonophis montanus мешкають в горах Арфак на півострові Чендравасіх та в горах Центрального хребта на заході Нової Гвінеї, від долини річки Баліем на схід до долини річки Тарітату. Вони живуть у вологих гірських тропічних лісах, на берегах водойм. Зустрічаються на висоті від 1360 до 2200 м над рівнем моря.